# Cyardium cribrosum
Cyardium cribrosum es una especie de escarabajo longicornio del género Cyardium, tribu, Pteropliini, subfamilia, Lamiinae. Fue descrita por Pascoe en 1866.

## Descripción
Mide 14-16 mm de longitud.

## Distribución
Se distribuye por Asia: Indonesia y Malasia.